# Carlo Tavecchio
Carlo Tavecchio (Ponte Lambro, 13 de julho de 1943 – Erba, 27 de janeiro de 2023) foi um político e dirigente desportivo italiano. Serviu como presidente da Liga Nacional Amadora de 29 de maio de 1999 a julho de 2014 e presidente da Federação Italiana de Futebol de 11 de agosto de 2014 a 20 de novembro de 2017.

## Carreira
Formado em contabilidade e ex-gerente bancário, aos 33 anos, foi candidato a prefeito em sua cidade natal, Ponte Lambro, uma comuna italiana da região da Lombardia, província de Como, pelo partido Democracia Cristã. Foi eleito e manteve-se no cargo por quatro mandatos consecutivos, de 1976 a 1995.
No futebol, por dezesseis anos foi presidente da ASD Pontelambrese, uma equipe amadora que durante sua gestão também passou a disputar o campeonato da Prima Categoria. Sua carreira na FIGC começou quando foi conselheiro do Comitê Regional da Lombardia da Lega Nazionale Dilettanti (LND) mantido de 1987 a 1992, também foi vice-presidente da Lega Nazionale Dilettanti (em português: "Liga Nacional Amadora"; LND, da sigla em italiano) de 1992 a 1996. Em 1996, foi nomeado presidente do Comitê Regional da Lombardia.
Em 29 de maio de 1999, após a renúncia de seu antecessor, Elio Giulivi, por questões jurídicas ligadas ao resultado de uma licitação, Tavecchio foi eleito presidente da LND. Entre 2007 e 2014, era um dos vice-presidentes da Federação Italiana de Futebol.
Após a renúncia de Giancarlo Abete da presidência da FIGC no verão europeu de 2014, Tavecchio abdicou do cargo máximo na LND para concorrer à posição mais alta da Federazione Italiana Giuoco Calcio (em português: "Federação Italiana de Futebol"; FIGC, da sigla em italiano) no final de julho de 2014. Tavecchio contou com o apoio de dezoito clubes da Serie A. No entanto, sua candidatura entrou em turbulência por conta de uma frase proferida em 25 de julho do mesmo ano, durante uma assembleia da Liga Amadora, considerada ofensiva contra jogadores extracomunitários:
"Na Inglaterra, eles identificam os jogadores que chegam, se são profissionais, podem jogar. Aqui, temos Opti Pobà, que antes comia bananas e agora é titular da Lazio. Na Inglaterra, você precisa demonstrar currículo e pedigree", disse.
Ele estaria fazendo uma referência ao camaronês Joseph Minala, que chamou a atenção na última temporada ao ser contratado pela Lazio e aparentar ter muito mais que os 17 anos relatado por ele. Após uma investigação, no entanto, a Federação Italiana constatou que o jogador falava a verdade. A forma como Tavecchio se referiu aos jogadores do exterior, em especial supostamente a Minala, gerou revolta na Itália e os pedidos para que ele deixasse a eleição da FIGC ganharam força. Principal jornal esportivo do país, o Gazzetta dello Sport escreveu um editorial requisitando a desistência de Tavecchio.
Em 28 de julho de 2014, a entidade máxima do futebol se pronunciou através do presidente do Grupo de Trabalho da FIFA contra o Racismo, Jeffrey Webb, que solicitou à FIGC abertura de uma investigação para apurar o comportamento do dirigente. “As palavras de Tavecchio alertaram a força-tarefa da Fifa contra o racismo e a discriminação, luta de máxima prioridade”, escreveu em carta à federação italiana. O dirigente italiano tentava mostrar que a invasão de estrangeiros estava afetando a capacidade de clubes de buscar talentos locais. Após o discurso, Tavecchio tentou amenizar a citação. “Não me lembro se disse a palavra banana. Mas me referia ao profissionalismo exigido no futebol inglês para jogadores africanos. Se alguém interpretou meu discurso como ofensivo, peço desculpas”.
Em 11 de agosto de 2014, Tavecchio tornou-se presidente da Federação Italiana de Futebol, após vencer uma eleição interna, na terceira rodada, com 63% dos votos. Na disputa, ele derrotou o ex-jogador Demetrio Albertini com 33,95% dos votos. Ao todo, 274 delegados votaram no pleito.
Por conta da polêmica de julho de 2014 ao se posicionar contra jogadores extracomunitários, fazendo ironia ao comentar sobre um jogador fictício africano que denominou Opti Poba "comedor de bananas", foram abertos inquéritos em três esferas distintas do futebol: o da FIGC terminou em 25 de agosto de 2014 com a absolvição e sem qualquer punição. Por outro lado, o processo iniciado na UEFA terminou em 6 de outubro e na FIFA em 5 de novembro com o banimento do dirigente por seis meses de sua representação em reuniões das respectivas entidades, mas será mantido no cargo.
Em novembro de 2015, o jornal Corriere della Sera teve acesso ao áudio de uma entrevista concedida por Tavecchio ao site Soccerlife em junho, em que, com frases curtas, o dirigente demonstra seu desprezo por judeus e homossexuais. “Foi comprada por aquele judeu piolhento do Anticoli, e eles têm que ser mantido sob controle”, diz o presidente da Federação Italiana, ao comentar a venda de uma propriedade que era a sede da administração das divisões amadoras para Cesare Anticoli, renomado corretor de imóveis italiano. Em outro trecho da conversa com o site, Tavecchio aparece afirmando: “Não tenho nada contra os gays, mas é melhor mantê-los longe de mim”.
Em 6 de março de 2017, Tavecchio foi reeleito para seu segundo mandato como presidente da FIGC. Ele levou a melhor contra Andrea Abodi, líder dos times da Serie B, em votação fechada. Recebeu pouco mais de 53% dos votos na terceira e última rodada da eleição. O novo mandato terá quatro anos de duração. A Lega A, Lega D, as associações de árbitros (AIA) e técnicos (AIAC) o apoiaram, enquanto os jogadores estiveram ao lado de Abodi.
Em 21 de abril de 2017, Tavecchio foi nomeado comissário da Lega Serie A (LNPA, da sigla em italiano).
Em 20 de novembro de 2017, Carlo Tavecchio não resistiu à pressão após a Azzurra não se classificar para a Copa do Mundo de 2018 renunciou ao cargo de presidente da Federação Italiana de Futebol (FIGC, na sigla em italiano), uma semana após a seleção do país ter perdido a vaga para a Suécia na repescagem europeia, sendo a primeira vez desde 1958, que a Azurra não vai para um Mundial.
Tavecchio morreu em 27 de janeiro de 2023, aos 79 anos de idade, devido a complicações por uma pneumonia.